# Ла Фениче
Театар Ла Фениче, често само Ла Фениче (итал. Gran Teatro La Fenice) је оперска кућа у Венецији, једна од најзнаменитијих у историји опере. Њено име значи феникс, што се повезује са честим пожарима и обновама кроз које је прошла. У овом театру има места за око 1000 гледалаца.
Током 19. века у опери Ла Фениче су се одржале премијере чувених белканто опера, дела Росинија, Белинија, Доницетија и Вердија.

## Историја
Најзначајнија оперска сцена Венеције 18. века, Театро Сан Бенедето, изгорело је у пожару 1774. Обновљено је до 1786, али је 1787. удружење љубитеља опере у Венецији изгубило право да га користи. Тада је донесена одлука да се направи ново, велико оперско здање Ла Фениче, које је отворено 1792. Пожар је оштетио театар 1836, али је штета поправљена за годину дана. Пожар из 1996. је био намерно подметнут. После њега су остали само спољни зидови. Реконструкција је трајала од 2002. до новембра 2004, када је оперска сцена поново отворена. 

## Прва извођења опера у Театру Ла Фениче (избор)
- 1813: Танкреди - Ђоакино Росини
- 1823: Семирамида - Ђоакино Росини
- 1824: Крсташ у Египту - Ђакомо Мејербер
- 1829: Алина, краљица Голконде - Гаетано Доницети
- 1830: Капулети и Монтеки - Гаетано Доницети
- 1833: Беатриче ди Тенда - Винченцо Белини
- 1836: Велизар - Гаетано Доницети
- 1838: Марија де Руденц - Гаетано Доницети
- 1844: Ернани - Ђузепе Верди
- 1846: Атила - Ђузепе Верди
- 1851: Риголето - Ђузепе Верди
- 1853: Травијата - Ђузепе Верди
- 1857: Симоне Боканегра - Ђузепе Верди
- 1951: Живот развратника - Игор Стравински
- 1892: Окрет завртња - Бенџамин Бритн
- 1955: Огњени анђео - Сергеј Прокофјев